# یواس‌اس هانچبک
یواس‌اس هانچبک (به انگلیسی: USS Hunchback) یک کشتی بود که طول آن ۱۷۹ فوت (۵۵ متر) بود. این کشتی در سال ۱۸۵۲ ساخته شد.